# Daphné du Maurier
Pour les articles homonymes, voir Du Maurier.
Œuvres principales
- L'Auberge de la Jamaïque
- Rebecca
- Les Oiseaux (nouvelle)
- Ma cousine Rachel
- Le Général du roi

Daphne du Maurier, orthographié en français Daphné du Maurier, née le 13 mai 1907 à Londres et morte le 19 avril 1989 à Par (Cornouailles, Royaume-Uni) est une romancière, nouvelliste et dramaturge britannique.
Un certain nombre de ses œuvres ont été adaptées avec succès au cinéma, comme les romans Rebecca et Ma cousine Rachel, ou encore les nouvelles Les Oiseaux (The Birds) et Ne vous retournez pas (Don't Look Now).
Elle fait partie des romancières les plus lues du monde britannique.

## Biographie
Daphné du Maurier est la fille de Sir Gerald du Maurier, acteur célèbre de son époque, et la petite-fille de l'écrivain et dessinateur George du Maurier, lequel fut un ami de Henry James et auteur notamment de Peter Ibbetson. La mère de Daphné, Muriel Beaumont, est également actrice.  Elle est la nièce de l'avocat Arthur Llewelyn Davies et de son épouse Sylvia (née du Maurier) et par extension la cousine germaine de la célèbre fratrie Davies ayant inspiré à J. M. Barrie les différents personnages de Peter Pan. Proche de ses cousins, selon le chercheur littéraire Piers Dudgeon, elle aurait été la principale source d'inspiration avec sa tante pour la création du personnage de Wendy Darling.  
La mère de Daphné abandonne sa carrière en se mariant. Daphné a deux sœurs : Angela (1904–2002) et Jeanne (1911-1997). Jeanne devient peintre et Angela, après une brève carrière d'actrice, devient romancière elle aussi. 
Daphné termine ses études à Meudon, près de Paris, dans une finishing school, pour se perfectionner en français et en culture générale. Elle y fait une rencontre, celle de la directrice d'études, Mlle Fernande Yvon avec qui elle a sa première liaison. En 1928, ses premières nouvelles paraissent dans le magazine Bystander, édité par son oncle William Comyns Beaumont. 
Son premier roman, La Chaîne d'amour (The Loving Spirit — réédité aujourd'hui en français sous le titre L'Amour dans l'âme), est publié en 1931 et obtient un succès honorable. Elle passe une grande partie de son temps à Bodinnick en face de Fowey dans la maison de Ferryside, achetée par son père en 1926. La Cornouailles va devenir une véritable source d'inspiration pour Daphné qui y situe les intrigues de la plupart de ses romans. Elle épouse en 1932 le futur général de division Frederick Browning (1896-1965), passionné de voile comme elle. Le couple donnera naissance à trois enfants : Tessa (1933), Flavia (1937) et Christian Frederick (1940). Après deux romans (I'll never be young - Jeunesse perdue, 1932 et The Progress of Julius - La Fortune de Sir Julius, 1933), Daphné publie une biographie de son père, Gerald en 1934. Elle obtient son premier grand succès avec L'Auberge de la Jamaïque (Jamaica Inn) publié en 1936 : un article du Spectator la compare à Robert Louis Stevenson et les ventes du roman s'envolent très vite.

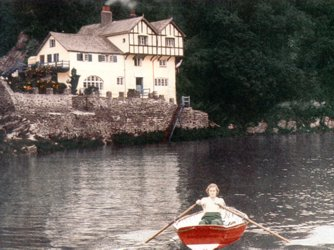
Devant la maison familiale de Ferryside à Bodinnick en Cornouailles, au début de son mariage.

Dans le courant de l'année 1936, elle suit son mari à Alexandrie en Égypte. Déprimée par le climat et l'atmosphère de la colonie anglaise, elle rédige avec peine un essai sur sa famille, Les Du Maurier. Elle rentre en Angleterre pour accoucher de sa deuxième fille puis rejoint son mari. Elle commence la rédaction de Rebecca en Égypte et la famille regagne Londres en décembre 1937. Rebecca est publié en 1938 et c'est un véritable triomphe. Si la plupart des critiques reprochent au livre son manque d'innovation, certains notent l'indéniable talent de conteuse de Daphné du Maurier. L'ouvrage s'écoule à plusieurs centaines de milliers d'exemplaires aussi bien en Angleterre qu'aux États-Unis et bouleverse la vie de son autrice qui accède à une totale indépendance. 
Frederick est anobli en 1946. Elle devient Lady Browning et doit l'accompagner à de rares cérémonies officielles. Il termine sa carrière comme attaché militaire auprès du prince consort Philip. En 1943, elle s'installe toute l'année au manoir de Menabilly, à quelques centaines de mètres de la maison de Bodinnick et à partir de 1969 jusqu'à sa mort, au manoir de Kilmarth, au bord de la mer. C'est là qu'elle meurt à l'âge de quatre-vingt-deux ans. 
Quelques années après sa mort, la bisexualité de Daphné du Maurier est révélée par Margaret Forster dans la biographie Daphne du Maurier: The Secret Life of the Renowned Storyteller (1993) et la publication de la correspondance de l'autrice. Daphné du Maurier a eu une relation amoureuse platonique avec la comédienne et chanteuse Gertrude Lawrence et un flirt surtout épistolaire avec Ellen Doubleday, l'épouse de son éditeur américain. L'attirance de l'autrice pour les femmes a été gardée secrète en raison d'un père homophobe (mort en 1934), ou plutôt possessif, car lui interdisant dans sa jeunesse de « sortir avec des garçons ». Le film britannique Daphne (2007) de Clare Beaven relate ces faits. Geraldine Somerville, Janet McTeer et Elizabeth McGovern y incarnent respectivement Daphné du Maurier, Gertrude Lawrence et Ellen Doubleday.
Daphné du Maurier a été anoblie en 1969, avec le titre de Dame de l'Ordre de l'Empire britannique par la reine Élisabeth II ; cependant, elle n'a jamais utilisé son titre et ses enfants n'ont découvert qu'elle était Dame Daphne du Maurier qu'à la lecture des journaux.

## Œuvre

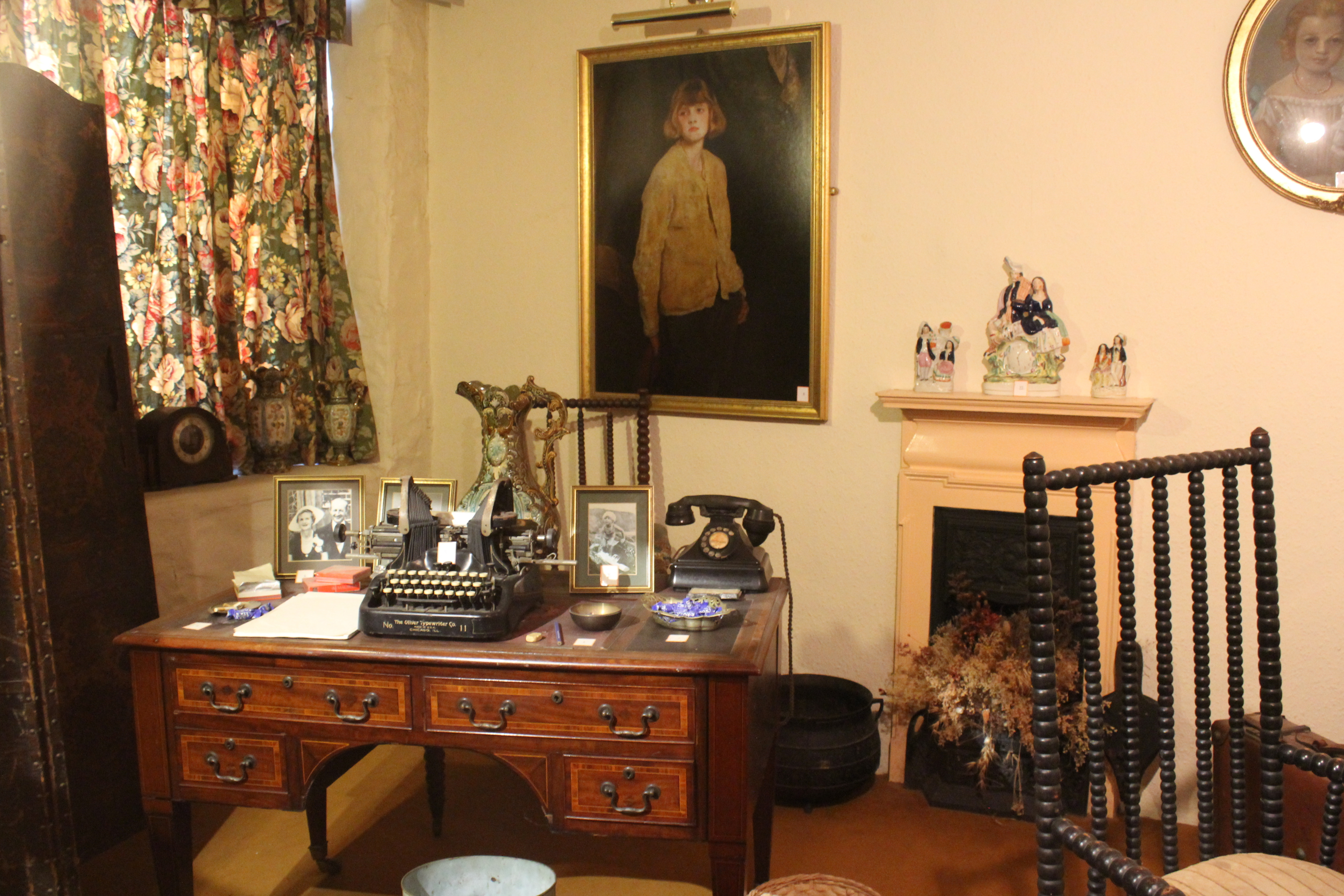
Reconstruction du bureau de Daphné du Maurier au Smuggler's Museum, Auberge de la Jamaïque.

Plusieurs de ses romans relèvent du suspense psychologique et criminel, notamment L'Auberge de la Jamaïque (Jamaica Inn), Rebecca, son chef-d'œuvre, et Ma cousine Rachel (My Cousin Rachel). Ces trois textes emploient en outre les ressorts propres au roman gothique dans un cadre moderne, tout comme Le Bouc émissaire (The Scapegoat). D'autres récits ont recours à des éléments résolument fantastiques : la potion qui permet au héros de voyager dans le temps dans La Maison sur le rivage (The House on the Strand) ou la vie après la mort dans la nouvelle Le Pommier (The Apple Tree). La célèbre nouvelle Les Oiseaux (The Birds) se révèle être moins un texte fantastique (comme peut le laisser croire son adaptation cinématographique par Alfred Hitchcock) qu'une œuvre symboliste sur la guerre, donnant lieu à une évocation voilée des attaques aériennes des forces allemandes sur la Grande-Bretagne pendant la Seconde Guerre mondiale. L'explication est rationnelle et non morale. Les attaques d'oiseaux s'expliquent par les variations météorologiques du moment, et ne se limitent pas aux petits volatiles mis en cage par l'homme. Les rapaces participent également aux agressions.   
Bon nombre d'ouvrages de Daphné du Maurier s'apparentent à des chroniques ou des romans historiques. Ainsi, Le Général du roi (The King's General) se situe entre la Première et la Deuxième guerre civile anglaise du milieu du XVIIe siècle. De plus, Daphné du Maurier a beaucoup écrit sur son histoire familiale. Dans Les Souffleurs de verre (The Glass-Blowers), elle évoque les origines françaises de sa famille. Le roman Mary-Anne (Mary-Ann), qui se déroule au tout début du XIXe siècle, est centré sur la vie de son arrière-arrière-grand-mère, Mary Anne Clarke. Les Du Maurier raconte l'histoire de sa famille entre les années 1810 et 1936. Gerald est une biographie de son père, publiée peu de temps après la mort de celui-ci. Sacrifiant une fois à une mode antiaméricaine, elle écrit en 1972 un roman de politique-fiction, Mad (Rule Britannia), qui imagine la Grande-Bretagne occupée par l'armée américaine.  

### Romans
- The Loving Spirit (1931) Publié en français sous le titre La Chaîne d'amour, Paris, Albin Michel, 1950 ; réédition, Paris, Club du Livre du mois, coll. Chefs-d'œuvre d'hier et d'aujourd'hui, 1956 ; réédition, Paris, Le Livre de poche no 2533, 1969 ; réédition, Lausanne, Éditions Rencontre, 1970 ; réédition, Paris, Rombaldi, 1975. Réédité sous le titre L'Amour dans l'âme, Phébus, 1995 ; Le Livre de poche, 2013.
- I'll Never Be Young Again (1932) Publié en français sous le titre Jeunesse perdue, Paris, Albin Michel, 1949 ; réédition, Paris, Club du Livre du mois, coll. Chefs-d'œuvre d'hier et d'aujourd'hui, 1956 ; réédition, Paris, Le Livre de poche no 3150, 1971 ; réédition, Lausanne, Éditions Rencontre, 1971 ; réédition, Meudon, Éditions Regards et lectures, 1996
- Jamaica Inn (1936) Publié en français sous le titre L'Auberge de la Jamaïque, Paris, Albin Michel, 1941 ; réédition, Paris, Ferenczi, 1951 ; réédition, Paris, Le Club du Livre français, 1956 ; réédition, Paris, Le Livre de poche no 77, 1954 ; réédition, Lausanne, Éditions Rencontre, 1972 ; réédition, Genève, Éditions de Crémille, coll. Grand romans contemporains, 1973 ; réédition, Paris, Rombaldi, 1975 ; réédition, Paris, Hachette, Bibliothèque verte, 1977 ; réédition, Paris, France-Loisirs, 1986 ; réédition dans Les romans qui ont inspiré Hithcock, vol. 2, Paris, Librairie des Champs-Élysées, coll. Les Intégrales du Masque, 1995 ; réédition dans Daphné du Maurier, Paris, Robert Laffont, coll. Bouquins, 1996 ; réédition, Paris, Éditions de la Seine, 1997
- Rebecca (1938) Publié en français sous le titre Rebecca, trad. Denise Van Moppès, Paris, Albin Michel, 1939 ; réédition, Paris, Le Livre de poche no 529, 1959 ; réédition, Lausanne, Éditions Rencontre, 1970 ; réédition, Paris, Le Club du Livre français, coll. Les Grands Romans du siècle, 1973 ; réédition, Paris, Rombaldi, 1975 ; réédition, Paris, France-Loisirs, 1994 ; réédition dans Les romans qui ont inspiré Hithcock, vol. 2, Paris, Librairie des Champs-Élysées, coll. Les Intégrales du Masque, 1995 ; réédition dans Daphné du Maurier, Paris, Robert Laffont, coll. Bouquins, 1996 ; réédition, Paris, Au sans pareil, coll. La Bibliothèque des Chefs-d'œuvre, 1996 ; réédition, Paris, Éditions de la Seine, 1996. Parution d'une nouvelle traduction du roman signée Anouk Neuhoff en mars 2015 aux éditions Albin Michel et d'une version livre audio parue en mars 2015 aux éd. Audiolib, lu par Virginie Méry.
- Frenchman's Creek (1941) Publié en français sous le titre L'Aventure vient de la mer ou la Crique du Français, Paris, J'ai lu no 23, 1958 ; Paris, Albin Michel, 1969 ; réédition, Lausanne, Éditions Rencontre, 1969 ; réédition, Paris, Rombaldi, 1975 ; réédition, Paris, Le Livre de poche no 5360, 1980 ; réédition dans Daphné du Maurier, Paris, Robert Laffont, coll. Bouquins, 1996 ; réédition sous le titre La Crique du Français, Paris, Le Livre de poche no 14817, 2000
- Hungry Hill (1943) Publié en français sous le titre Le Mont-brûlé, Genève, Jeheber, 1944 ; réédition, Paris, Albin Michel, 1970 ; réédition, Lausanne, Éditions Rencontre, 1971 ; réédition, Paris, Le Livre de poche no 3309, 1972 ; réédition, Paris, Phébus, 1999
- The King's General (1946) Publié en français sous le titre Le Général du roi, Paris, Albin Michel, 1947 ; réédition, Paris, Le Club du Livre français, 1950 ; réédition, Paris, Club des Amis du livre, coll. Les Grands romans illustrés, 1969 ; réédition, Lausanne, Éditions Rencontre, 1972 ; réédition, Paris, Le Livre de poche no 23, 1953 ; réédition, Paris, Phébus, 1995 ; réédition, Paris, Phébus, coll. Libretto, 2003
- The Parasites (1949) Publié en français sous le titre Les Parasites, Paris, Albin Michel, 1951 ; réédition, Paris, Le Club du Livre français, 1951 ; réédition, Lausanne, Éditions Rencontre, 1972
- My Cousin Rachel (1951) Publié en français sous le titre Ma cousine Rachel, Paris, Albin Michel, 1952 ; réédition, Paris, Le Livre de poche no 364, 1958 ; réédition, Lausanne, Éditions Rencontre, 1972 ; réédition, Paris, Rombaldi, 1975 ; réédition dans Daphné du Maurier, Paris, Robert Laffont, coll. Bouquins, 1996
- Mary-Ann (1955) Publié en français sous le titre Mary-Anne, Paris, Albin Michel, 1955 ; réédition, Paris, Le Livre de poche no 2763, 1970 ; réédition, Paris, Phébus, 1995 ; réédition, Paris, Phébus, coll. Libretto, 2003
- The Scapegoat (1957) Publié en français sous le titre Le Bouc émissaire, Paris, Albin Michel, 1957 ; réédition, Paris, Le Livre de poche no 1334, 1965 ; réédition, Lausanne, Éditions Rencontre, 1972 ; réédition, Paris, Phébus, 1995 ; réédition, Paris, Phébus, coll. Libretto, 2003 ; réédition dans L'Ombre des secrets, Paris, Omnibus, 2010
- Castle Dor (1962) commencé par Sir Arthur Quiller-Couch dans les années 1920-1930, et terminé par D. D-M au début des années 1960 Publié en français sous le titre Château Dor, Paris, Albin Michel, 1963
- The Flight of the Falcon (1965) Publié en français sous le titre Le Vol du faucon, Paris, Albin Michel, 1966 ; réédition, Lausanne, Éditions Rencontre, 1972 ; réédition, Paris, Le Livre de poche no 3887, 1974 ; réédition, Paris, Rombaldi, 1975 ; réédition, Paris, Phébus, 1997 ; réédition dans L'Ombre des secrets, Paris, Omnibus, 2010
- The House on the Strand (1969) Publié en français sous le titre La Maison sur le rivage[4], Paris, Albin Michel, 1970 ; réédition, Paris, Le Club du Livre français, 1971 ; réédition, Paris, Le Livre de poche no 4157, 1972 ; réédition, Paris, France-Loisirs, 1974 ; réédition, Paris, Phébus, 1997 ; réédition, Paris, Le Livre de poche no 15561, 2003 ; réédition dans L'Ombre des secrets, Paris, Omnibus, 2010
- Rule Britannia (1972) Publié en français sous le titre Mad, Paris, Albin Michel, 1974 ; réédition, Paris, Le Livre de poche no 4760, 1976

### Recueils de nouvelles
- Come Wind, Come Weather (1940)
- The Birds and Other Stories (1952) Publié en français sous le titre Les Oiseaux et autres nouvelles[5], Paris, Le Livre de poche no 1127, 1964 ; réédition dans L'Ombre des secrets, Paris, Omnibus, 2010
- Early Stories (1959), recueil de nouvelles écrites entre 1927 et 1930 Publié en français sous le titre Le Rendez-vous, dans une édition couplée en France avec Le Journal de Rebecca, Paris, Éditions S. Messinger, 1981
- The Breaking Point ou The Blue Lenses (1959) Publié en français sous le titre Le Point de rupture, Paris, Albin Michel, 1961 ; réédition, Lausanne, Éditions Rencontre, 1972
- Not After Midnight ou Don't Look Now (1971) Publié en français sous le titre Pas après minuit, Paris, Albin Michel, 1972 ; réédition, Paris, Éditions Le Livre de Paris, 1973 ; réédition dans L'Ombre des secrets, Paris, Omnibus, 2010
- The Doll (2011) Publié en français sous le titre La Poupée, Paris, Albin Michel, 2013[6]

### Autres ouvrages
- The Infernal World of Branwell Brontë (1960), biographie Publié en français sous le titre Le Monde infernal de Branwell Brontë, et qualifié de « roman » dans l'édition française, Paris, Phébus, 2006 ; réédition, Paris, Phébus, coll. Libretto no 256, 2007
- The Glass-Blowers (1963), étude historique de la famille Du Maurier lorsqu'elle était encore implantée en France, à Coudrecieux dans la Sarthe. Publié en français sous le titre Les Souffleurs de verre [7], Paris, Albin Michel, 1964 ; réédition, Paris, Éditions G.P., coll. Super no 115, 1966 ; réédition, Lausanne, Éditions Rencontre, 1972 ; réédition, Paris, Le Livre de poche no 3558, 1973 ; réédition, Paris, Phébus, 1998.
- Vanishing Cornwall (1967), livre consacré à la Cornouailles.
- Golden Lads (1975), biographie d'Anthony et Francis Bacon
- The Winding Stair: Francis Bacon, his rise and fall (1976) Publié en français sous le titre L'Escalier en colimaçon, Paris, Albin Michel, 1978
- Growing Pains: the Shaping of a Writer ou Myself When Young: the Shaping of a Writer (1977)
- The Rebecca Notebooks (1981) Publié en français sous le titre Le Journal de Rebecca, publié en France dans une édition couplée avec Le Rendez-vous, Paris, Éditions S. Messinger, 1981
- Enchanted Cornwall (1989), livre consacré à la Cornouailles.

### Théâtre
- The Years Between (1944)
- September Tide (1948)

### Essais
- Julius ou The Progress of Julius (1933) Publié en français sous le titre La Fortune de Sir Julius Levy, Paris, Nouvelle Édition Critique, coll. Tours d'horizon no 13, 1935 ; réédition sous le titre La Fortune de Sir Julius, Paris, Albin Michel, 1959 ; réédition, Lausanne, Éditions Rencontre, 1971
- Gerald, a Portrait ou Gerald (1934)
- The Du Mauriers (1937) Publié en français sous le titre Les Du Maurier, Paris, Albin Michel, 1948
- The Young George du Maurier, a selection of his letters, 1860-67 (1951), publication d'une partie de la correspondance de son grand-père

### Correspondance
- Letters from Menabilly : Portrait of a Friendship (1993) Publié en français sous le titre Lettres de Menabilly : Portrait d'une amitié, Paris, Albin Michel, 1993

## Adaptations au cinéma

### Par Alfred Hitchcock
Les romans L'Auberge de la Jamaïque et Rebecca, ainsi que la nouvelle Les Oiseaux ont été portés à l'écran par Alfred Hitchcock :
- 1939 : La Taverne de la Jamaïque (Jamaica Inn), avec Charles Laughton. Le titre français du film diffère de celui du roman en raison sans doute des libertés sensibles prises par les scénaristes avec la trame romanesque.
- 1940 : Rebecca, avec Joan Fontaine et Laurence Olivier. Premier film américain d'Alfred Hitchcock. À l'instar du livre, le film obtient un énorme succès commercial. De plus, le film Rebecca est récompensé par l'Oscar du meilleur film, pour la seule fois de la carrière d'Hitchcock.
- 1963 : Les Oiseaux (The Birds), avec Tippi Hedren, Rod Taylor et Jessica Tandy. Le film est assez éloigné du texte dont il s'inspire. Hitchcock et son scénariste, Evan Hunter, ont conservé l'idée centrale, soit l'attaque des oiseaux, mais déplacé l'action des Cornouailles en Californie et ajouté de nombreuses péripéties à la nouvelle de Daphné du Maurier.

### Autres
Parmi les autres adaptations, mentionnons :

#### Au cinéma
- 1944 : L'aventure vient de la mer (Frenchman's Creek), film américain réalisé par Mitchell Leisen, avec Joan Fontaine, Arturo de Córdova et Basil Rathbone, d'après le roman éponyme
- 1946 : The Years Between, film britannique réalisé par Compton Bennett, avec Michael Redgrave et Valerie Hobson, d'après la pièce éponyme
- 1947 : Les Monts brûlés (en) (Hungry Hill), film britannique réalisé par Brian Desmond Hurst, avec Margaret Lockwood, d'après le roman éponyme
- 1952 : Ma cousine Rachel (My Cousin Rachel), film américain réalisé par Henry Koster, avec Olivia de Havilland et Richard Burton, d'après le roman éponyme
- 1959 : Le Bouc émissaire (The Scapegoat), film britannique réalisé par Robert Hamer, avec Bette Davis et Alec Guinness, d'après le roman éponyme
- 1973 : Ne vous retournez pas (Don't Look Now), film italo-britannique réalisé par Nicolas Roeg, avec Julie Christie et Donald Sutherland, d'après la nouvelle Pas après minuit
- 1989 : Utharam, film indien réalisé par V. K. Pavithran, d'après la nouvelle Mobile inconnu
- 2012 : The Scapegoat (en), film britannique réalisé par Charles Sturridge, avec Matthew Rhys et Eileen Atkins, d'après le roman Le Bouc émissaire, remake du film de 1959
- 2017 : My Cousin Rachel, film britannique réalisé par Roger Michell, avec Rachel Weisz et Sam Claflin, d'après le roman éponyme

#### À la télévision
- 1974 : Kiss Me Again, deuxième de trois parties du téléfilm à sketches Rex Harrison Presents Stories of Love, réalisé par Arnold Laven, avec Juliet Mills et Leonard Nimoy, d'après la nouvelle Encore un baiser (KIss Me Again, Stranger)
- 1977 : Une seconde d'éternité, téléfilm français réalisé par Gérard Chouchan, d'après la nouvelle éponyme
- 1979 : Rebecca, mini-série en 4 épisodes réalisée par Simon Langton avec Jeremy Brett, Anna Massey et Joanna David, d'après le roman éponyme
- 1997 : Rebecca, téléfilm en 2 parties réalisé par Jim O’Brien avec Emilia Fox, Charles Dance, Diana Rigg, Lucy Cohu et Faye Dunaway, d'après le roman éponyme
- 2013 : Le Général du Roi, téléfilm français réalisé par Nina Companeez, avec Louise Monot et Samuel Le Bihan, d'après le roman The King's General. Alors que l’action a lieu lors de la Première Révolution anglaise du XVIIe siècle dans le roman, elle est transposée, dans le téléfilm, pendant la guerre de Vendée en France

Plateformes Streaming
- 2020 : Rebecca, film britannique réalisé par Ben Wheatley, avec Lily James, Armie Hammer et Kristin Scott Thomas, produit et distribué par la plateforme Netflix

## Distinctions

### Prix
- Grand Master Award 1978[8]

### Nomination
- Prix Anthony 2000 du meilleur roman du siècle pour Rebecca[9]

### Décoration
- Dame commandant de l'Empire britannique